# 주홍콩 퀘벡 정부 대표부
주홍콩 퀘벡 정부 대표부(프랑스어: Bureau du Québec à Hong Kong, 영어: Quebec Government Office in Hong Kong, 중국어: 魁北克政府驻香港办事处)는 중화인민공화국 홍콩 특별행정구에 위치한 퀘벡 정부 대표부이다. 사무국 지위를 갖고 있으며 홍콩, 마카오를 관할한다.
주홍콩 퀘벡 정부 대표부는 캐나다 퀘벡주와 홍콩 간의 관계 발전에 기여한다. 대표부는 홍콩에서 사업을 원하는 퀘벡주의 기업들과의 연락을 제공하고 홍콩의 제도, 과학, 기술, 교육, 문화 분야에서의 교류 및 협력을 지원한다.

## 같이 보기
- 퀘벡 정부 대표부